# Vysílačka

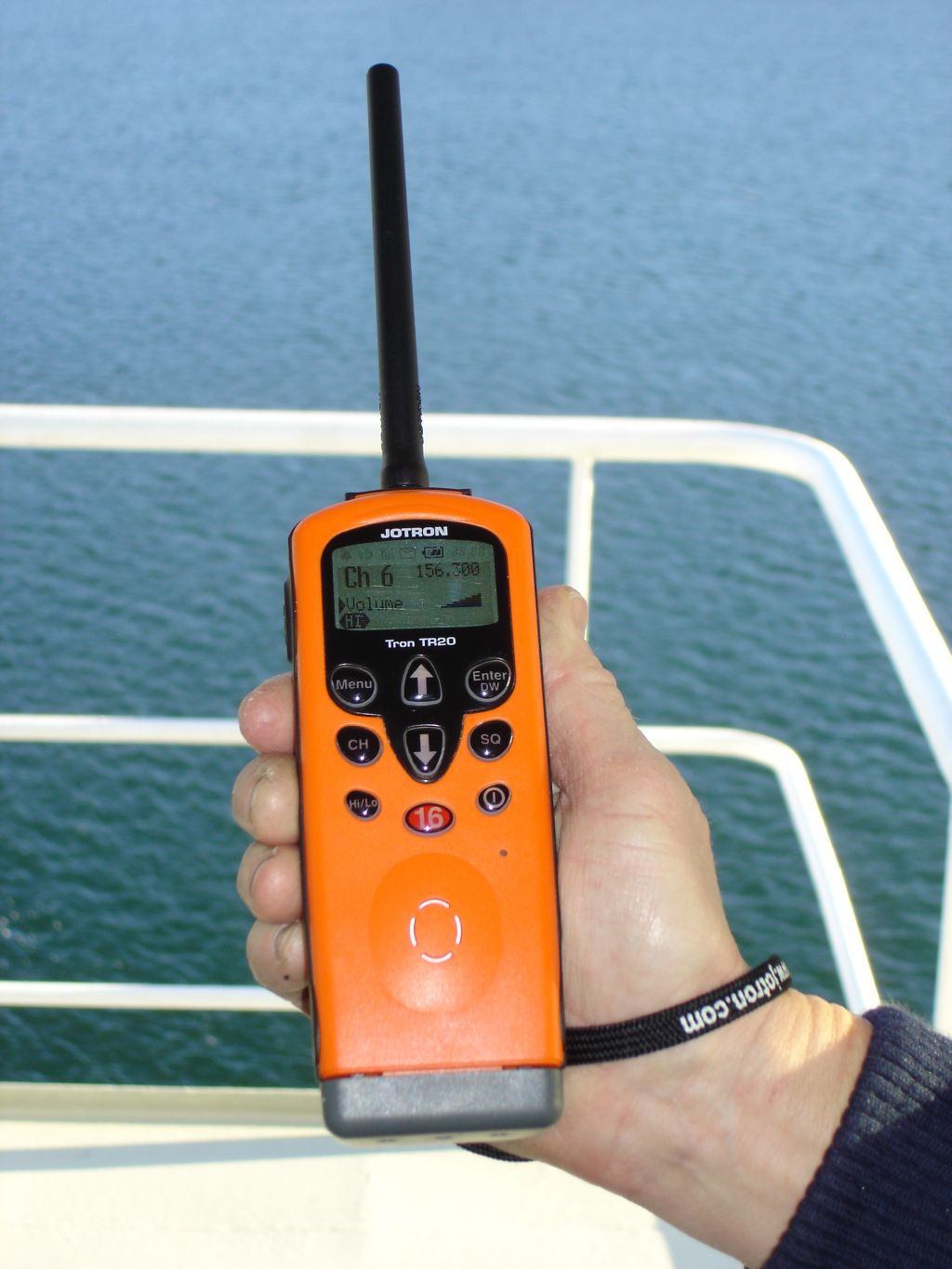
Námořní vysílačka

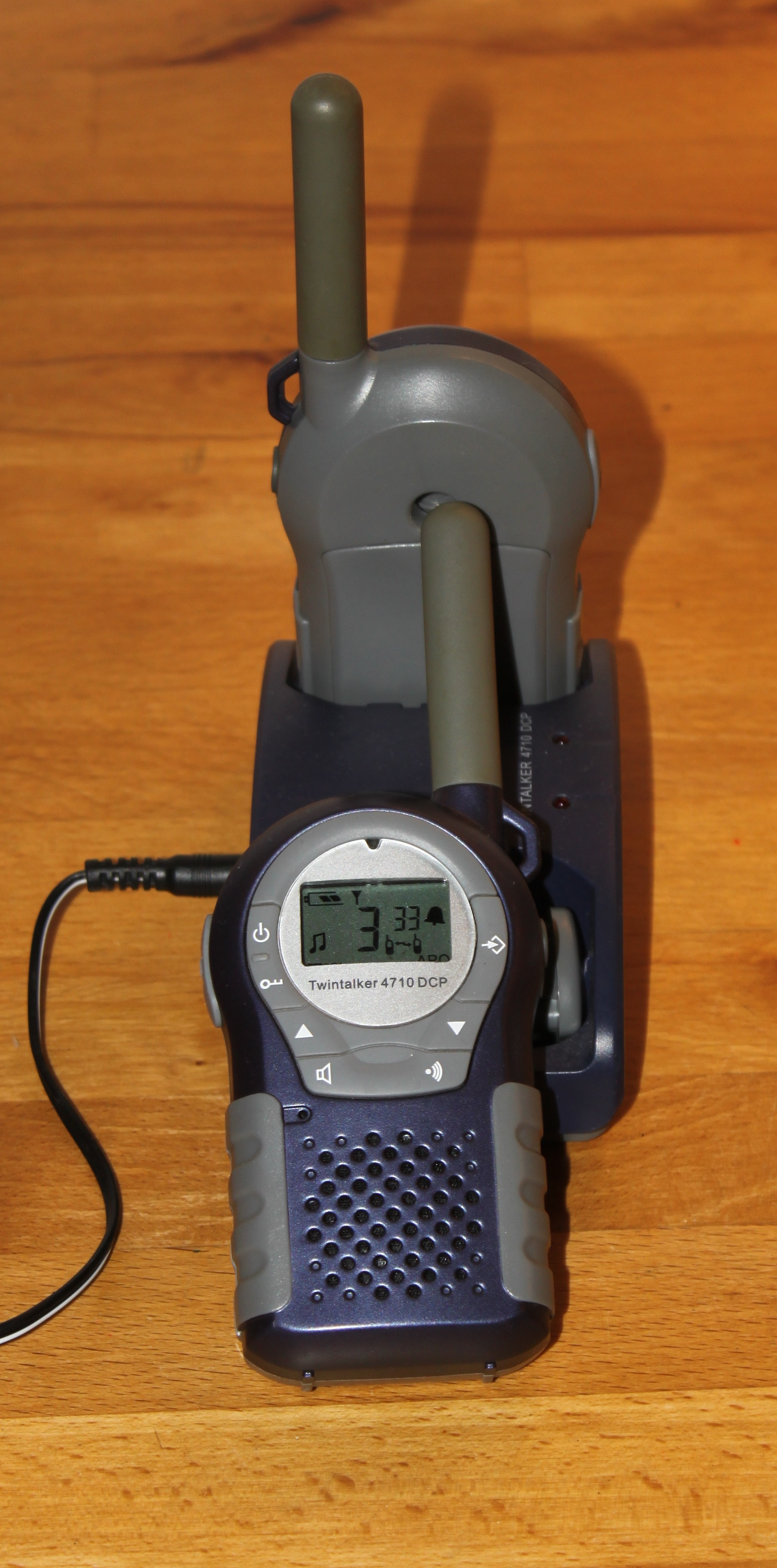
PMR vysílačka

Vysílačka je obousměrný rádiový vysílač a přijímač. První vysílačky se objevily v období druhé světové války a byly určeny k vojenským účelům. Umožňuje jednotlivci nebo skupině lidí se dorozumívat na určitou vzdálenost.
Typická současná ruční vysílačka je obvykle podobná mobilnímu telefonu, ale má obvykle o trochu větší rozměry a bývá vybavena vnější anténou. (I když mobilní telefon má také anténu, ale menší, takže se mnohdy vejde dovnitř přístroje.) Základním rozdílem mezi vysílačkami a mobilními telefony je to, že vysílačka (radiostanice) komunikuje tzv. simplexně (v jedem okamžik buďto vysílá, nebo přijímá) , kdežto mobilním telefonem komunikujeme tzv. duplexně (v jednu chvíli posloucháme a zároveň můžeme mluvit). Další hlavní rozdíl je často ten, že jednoduchá vysílačka zvuk převedený mikrofonem na spojitý signál namoduluje na nosnou frekvenci a odvysílá do prostoru v analogovém nebo digitálním tvaru. Naopak mobilní telefon hlas digitalizuje do sekvence „čísel“ (digitalizovaných dat), která pak odvysílá po částech (paketech), velmi zjednodušeně to připomíná internetovou komunikaci prostřednictvím Wi-Fi. (Volba telefonního čísla, informace o nedostupnosti protější strany nebo posílání zpráv SMS nejsou opět nic jiného než posílání dalších specifických paketů.)
Moderní vysílačky využívají dnes také různé typy digitálních způsobů přenosu hlasu (modulace) s možností přenosu pomocných informací, adresného volání a šifrování hovorů – například standardy TETRA, TETRAPOL (od někdejší společnosti Matra) či MOTOTRBO (Motorola). Svým způsobem tak přebírají určitě funkce mobilních telefonních sítí, ovšem se zachováním výhod vysílaček (okamžité spojení, možnost velkého počtu posluchačů zároveň, nezávislost na cizí infrastruktuře...).
Jak bylo již řečeno, přenášený hlas před vysíláním je modulován na určitou nosnou frekvenci, vysílaný signál se tak nachází v určitém frekvenčním pásmu, jinak řečeno vysílá se na určitém kanálu. Frekvence jsou dány mezinárodními dohodami a nelze si je volit libovolně. Vysílačka obvykle umožňuje zvolit několik nosných frekvencí, z hlediska uživatele přepnout na jiný kanál. Přijímající strana musí naslouchat na stejné frekvenci, i když existují přístroje schopné automaticky testovat („skenovat“) určitý rozsah kanálů a nalézt kanál, na kterém právě probíhá nějaká komunikace. Další funkcí může být příjem automaticky přepínaný na několik kanálů střídavě, přestože vysílačka momentálně vysílá na jediném kanálu. Rychlé přepínání kanálů v definovaném pořadí je jednou z jednodušších možností utajení přenosu u vojenských zařízení.
Vysílání probíhá obvykle pouze v okamžiku, kdy je na vysílačce stisknuto tlačítko pro vysílání (PTT – Push to talk, tzv. klíčování), v takovém okamžiku vysílačka přestane přijímat. Pro tento způsob se obvykle používá označení simplexní provoz. Pokud vysílají dvě stanice na jedné frekvenci současně, vznikne v éteru nesrozumitelný šum nebo je lépe slyšet „ten s větší anténou“ (silnější vysílací výkon). Výjimkou je použití modulace AM, při kterém jsou i při současném vysílání dvou stanic částečně slyšitelné obě. To je i důvod, proč je tato modulace (jinak velmi zastaralá) používána v letectví.
Vysílání signálu bývá energeticky náročnější než jeho příjem, proto je v terénu při provozu na baterie výhodné moc nevysílat a v případě nutnosti komunikovat stručně a srozumitelně.
Příjem probíhá neustále, pokud je vysílačka zapnutá a právě nevysílá. Přesáhne-li přijímaný signál v používaném frekvenčním pásmu úroveň běžného šumu (tato hodnota se nastavuje automaticky, nebo ručně), propojí vysílačka tento signál do reproduktoru, jedná se o tzv. squelch – české označení této funkce je šumová brána.
Vysílačky lze dělit na základnové (obvykle největší vysílací výkon a pevná anténa, např. dispečink) výhradně s napájením ze sítě, vozidlové (pevná anténa přidělaná na vozidle, větší výkon než ruční vysílačka) a ruční (malý výkon, malá anténa, napájení z vestavěných akumulátorů).
Dosah vysílaček nelze jednoznačně definovat. Závisí především na stanovišti (obecně lepší je ve volné krajině, horší v zástavbě či v husté vegetaci), dále na použité anténě, modulaci, výkonu vysílací části, citlivosti přijímače, atmosférických podmínkách, roční době, odrazech signálu apod. Například s radiostanicí s výkonem 400 mW (se kterou je problém navázat ve městě spojení i jen na několik set metrů) se lze kvalitně domlouvat např. z Černé hory v Krkonoších do Pardubic.
V profesionálních radiových sítích (složky IZS, energetika, taxislužby...) se místo přímého spojení (tzv. direkt) základnové stanice se stanicemi v terénu (ruční nebo v automobilech) dnes prakticky vždy používá systém převaděčů (česky přesněji převáděčů). Jedná se o neobsluhovanou stanici, umístěnou na vhodném místě terénu (kopec, věž apod.) která neustále přijímá na určeném kmitočtu a vše co přijme ihned (v reálném čase) převádí (odtud převáděč) na kmitočet jiný a vysílá do svého okolí.
Komunikující stanice tak nemusí být v přímé radiové viditelnosti, ale postačí pokud obě "vidí" na převaděč. Takto je možné realizovat radiové sítě s dosahem desítek km (například analogový převaděč HZS Středočeského kraje umístěný na Cukráku umožňuje komunikaci v rámci celého kraje).
Převaděče jsou většinou sestaveny velmi odolně, s několikanásobně zálohovaným napájením a zajišťují tak spolehlivé spojení i v situacích přírodních katastrof, kdy telefonní sítě kolabují přetížením či výpadky elektřiny.